# Labropsis alleni
Labropsis alleni là một loài cá biển thuộc chi Labropsis trong họ Cá bàng chài. Loài này được mô tả lần đầu tiên vào năm 1981.

## Từ nguyên
Từ định danh của loài được đặt theo tên của tiến sĩ Gerald R. Allen, người đã thu thập các mẫu vật của loài này.

## Phạm vi phân bố và môi trường sống
L. alleni có phạm vi phân bố ở Tây Thái Bình Dương. Loài này được ghi nhận ở vùng biển thuộc khu vực Tam giác San Hô; Palau; quần đảo Marshall và Fiji.
L. alleni sống gần các rạn san hô viền bờ và trong các đầm phá ở độ sâu khoảng từ 4 đến 52 m.

## Mô tả
L. alleni có chiều dài cơ thể tối đa được ghi nhận là 10 cm. Có một đốm đen lớn viền màu vàng bao quanh gốc vây ngực ở cá đực và cá cái.
Cá cái: Đầu, gáy, ngực và phía trước của phần thân trên có màu nâu. Phần thân còn lại có màu vàng cam, chuyển thành trắng phớt hồng ở cuống đuôi (đuôi có thể chuyển thành màu hồng hoàn toàn khi vừa được thu thập từ dưới nước). Thân dưới phớt màu xanh lục. Đường sọc màu vàng băng từ trên mắt đến trước đường bên. Vây lưng (có đốm đen ở phía trước), vây hậu môn và vây bụng màu lục phớt vàng, riêng vây lưng và vây hậu môn có viền màu xanh lam óng ở rìa; vây ngực trong suốt có các tia màu đỏ. Có một đốm đen nhỏ hơn trên gốc vây hậu môn.
Cá đực: Đầu màu tía, hầu hết phần thân còn lại có màu vàng lục nhạt, riêng thân sau và đuôi màu vàng rất nhạt (gần như trắng). Phần trước của vây lưng và vây hậu môn có màu ngọc lam, phần còn lại màu vàng lục lốm đốm xanh. Ngực và thân dưới màu tím nhạt.
Số gai ở vây lưng: 9; Số tia vây mềm ở vây lưng: 10–11; Số gai ở vây hậu môn: 3; Số tia vây mềm ở vây hậu môn: 9–10; Số tia vây mềm ở vây ngực: 13–15.

## Hành vi và tập tính
Cá con (3,5–5 cm) ăn ký sinh bám trên cơ thể cá lớn trước khi chuyển sang ăn polyp san hô. L. alleni trưởng thành chọn lọc san hô khi ăn. Chúng sống đơn độc hoặc bơi theo cặp.
L. alleni được đánh bắt nhằm mục đích thương mại trong ngành buôn bán cá cảnh.

### Trích dẫn
- J. E. Randall (1981). "Revision of the labrid fish genus Labropsis with description of five new species" (PDF). Micronesica. Quyển 17 số 1–2. tr. 125–155.